# Choragus
Choragus är ett släkte av skalbaggar som beskrevs av Kirby 1819. Choragus ingår i familjen plattnosbaggar.

## Dottertaxa tillChoragus, i alfabetisk ordning[1][2]
- Choragus anobioides
- Choragus aurolineatus
- Choragus bolus
- Choragus bostrychoides
- Choragus caucasicus
- Choragus cissoides
- Choragus compactus
- Choragus cryphaloides
- Choragus cryptocephalus
- Choragus faucium
- Choragus galeazzii
- Choragus grenieri
- Choragus harrisi
- Choragus horni
- Choragus mundulus
- Choragus niger
- Choragus nitens
- Choragus nitidipennis
- Choragus ornatus
- Choragus piceus
- Choragus pygmaeus
- Choragus sayi
- Choragus sheppardi
- Choragus subsulcatus
- Choragus theryi
- Choragus vinsoni
- Choragus vittatus
- Choragus zimmermanni